# هانيو شوي بينغ كاوشي
هانيو شوي بينغ كاوشي ( اختبار HSK ؛   Hànyǔ shuǐpíng kǎoshì  ، Chinese 汉语水平考试)، المترجم باعتباره اختبار الكفاءة الصيني المستخدم في الصين ، هو الاختبار الموحد للغة الصينية القياسية (نوع من لغة الماندرين الصينية ) لإتقان اللغة الصينية لغير الناطقين بها مثل الطلاب الأجانب والصينيين من الأقليات العرقية في الصين .
ليس من غير المألوف الإشارة إلى مستوى أو مستوى الكفاءة عن طريق رقم مستوى HSK ، أو النتيجة. على سبيل المثال ، قد يطلب وصف الوظيفة للمتقدمين الأجانب «HSK5 أو أفضل منه».
يدار الاختبار من قبل هانبان ، وهي وكالة تابعة لوزارة التربية والتعليم في جمهورية الصين الشعبية .

## الهيكل الحالي (منذ 2010)
تم تقديم التنسيق الحالي في عام 2010 ، مع فلسفة اختبار «القدرة الشاملة على اللغة والتواصل». من أبرزها تضمين مقاطع مكتوبة على جميع المستويات (وليس فقط متقدم ، كما هو الحال في اختبار ما قبل 2010) ، وإصلاح نظام التصنيف ، واستخدام هياكل أسئلة جديدة. قوائم المفردات الكاملة والاختبارات السابقة والاختبارات المحاكاة متوفرة كمواد إعداد. تم إجراء تحديث بسيط لقوائم المفردات في عام 2012.
يتكون HSK من اختبار كتابي واختبار شفهي ، يتم إجراءهما بشكل منفصل. يُعرف هذا الاختبار الشفهي أيضًا باسم HSKK أو 汉语水平口语考试 .  

### امتحان كتابي
كل اختبار من اختبارات الاستماع والقراءة والكتابة يبلغ 100 درجة. وبالتالي ، يحصل HSK 1 و 2 على 200 درجة كحد أقصى مع 120 نقطة مطلوبة. لدى HSK 3 و 4 أقصى 160 نقطة مع 100 نقطة لازمة للتخطي. لا يوجد حد أدنى لعدد النقاط المطلوبة لكل قسم طالما أن المجموع يزيد عن 120 أو 180 نقطة على التوالي.
لدى HSK 5 و 6 أيضًا 300 نقطة كحد أقصى وتطلب أصلاً الحصول على 180 نقطة. ومع ذلك ، منذ اتخاذ قرار في فبراير 2013 ، لم يكن هناك أي نتيجة رسمية للنجاح إما HSK 5 أو 6. 
يقدم هانبان أمثلة للامتحان للمستويات المختلفة مع قائمة بالكلمات التي يجب أن تكون معروفة لكل مستوى. تتوفر هذه الأمثلة أيضًا (جنبًا إلى جنب مع الصوت الخاص باختبار الاستماع) على المواقع الإلكترونية لمعهد كونفوشيوس في جامعة كوينزلاند للتقنية وأكاديمية HSK.

## مواعيد الاختبار والمواقع
يقام HSK في مراكز الاختبار المعينة في الصين والخارج. يمكن العثور على قائمة بمراكز الاختبار على موقع HSK الإلكتروني. يتم نشر مواعيد الاختبار سنويًا وتجري الاختبارات الخطية بشكل متكرر أكثر من تلك التي يتم التحدث بها ، ويكون ذلك عادةً مرة واحدة شهريًا ، وفقًا لمركز الاختبار. عادةً ما يكون تسجيل الاختبار مفتوحًا حتى 30 يومًا قبل تاريخ الاختبار الفعلي للاختبار المستند إلى الورق أو حوالي 10 أيام قبل تاريخ الاختبار الفعلي للاختبار المستند إلى الكمبيوتر. تتوفر النتائج بشكل عام بعد حوالي 30 يومًا من الانتهاء (ولكن لم يتم تحديد تاريخ محدد للنتائج).
لا يمكن إجراء الاختبار في تايوان أو كينمن أو أي من المناطق التي تديرها جمهورية الصين. في هذه المناطق ، يمكن إجراء اختبار TOCFL فقط. على العكس ، لا يمكن تناول TOCFL في الصين أو ماكاو أو هونج كونج.

## روابط خارجية
- موقع HSK الرسمي
- موقع HSK الرسمي في حنبان
- قائمة الشخصيات الصينية اللازمة لتكون معروفة لتمرير HSK
- قائمة الكلمات HSK حسب المستوى في ويكاموس
- مركز الاختبارات: Yale-China Chinese Language Center ، الجامعة الصينية بهونج كونج
- اجتياز امتحان HSK
- أداة خلط HSK المضادة
- في نهاية المطاف دليل HSK بما في ذلك جميع المفردات 5000 مع بينيين والترجمة